# Scarturus williamsi
Il gerboa anatolico (Scarturus williamsi [O. Thomas, 1897]) è una specie di roditore diffusa in Anatolia, in Armenia, nel sud-est della Georgia, in Azerbaigian, nel nord-ovest e nell'ovest dell'Iran e, in modo disgiunto rispetto al resto dell'areale, anche in Libano.

## Descrizione

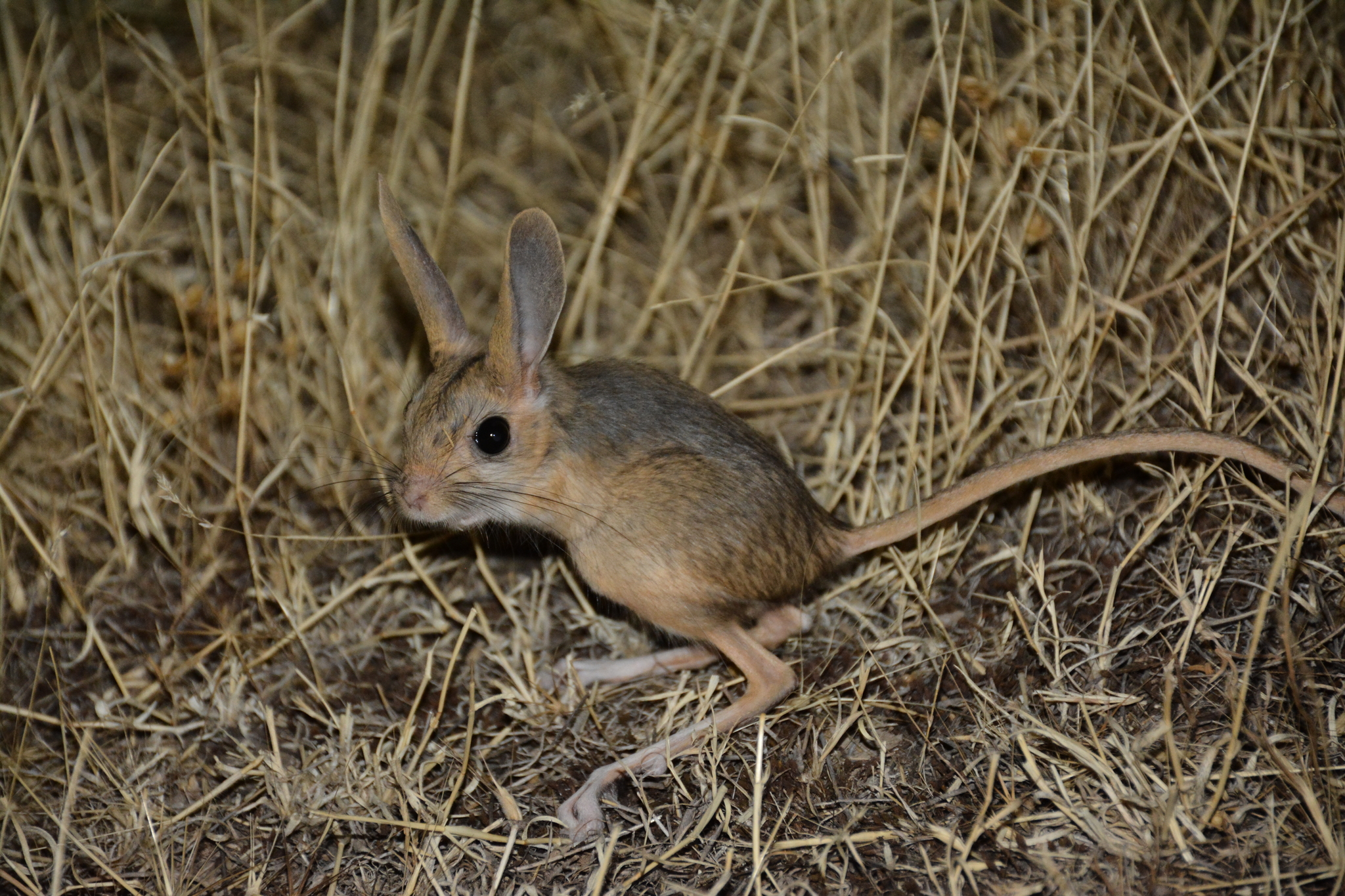
Gerboa anatolico nel suo habitat naturale.

Gli esemplari raggiungono una lunghezza testa-tronco compresa tra 10,2 e 14,6 cm, con una coda lunga da 16,7 a 25,5 cm, e un peso variabile tra 54 e 143 g. La lunghezza del piede posteriore è di 6,1-7,4 cm, mentre le orecchie misurano tra 3,8 e 5,1 cm. Il cranio presenta una lunghezza condilobasale di 29,5-33,2 mm e una larghezza a livello dell'arco zigomatico di 21,4-24,8 mm. La parte munita di denti del mascellare misura tra 6,3 e 7,6 mm. Non si riscontra un dimorfismo sessuale evidente. La testa e il dorso sono di colore ocra fino a brunastro, mentre il ventre è bianco. L'estremità della lunga coda presenta un vistoso pennacchio tricolore: alla base si trova un anello color ocra chiaro lungo circa 2 cm, seguito da una zona nera di circa 4 cm e una punta bianca di circa 2 cm. Le dita dei piedi posteriori sono ricoperte inferiormente da peli bianchi morbidi. Gli incisivi sono bianchi sul lato anteriore e sporgono leggermente. Il primo premolare è relativamente piccolo e misura circa la metà del terzo molare. Il baculum (osso penico) è assente. Il cariotipo del gerboa anatolico è costituito da un set cromosomico diploide di 2n=48 cromosomi (FN=96).

## Biologia
Il gerboa anatolico abita semideserti e steppe montane aride, fino a un'altitudine di circa 2.500 metri. Il biotopo tipico di questa specie è caratterizzato dalla presenza di formazioni rocciose e dune sabbiose, ed è ricoperto da vegetazione erbacea e alofite appartenenti alla famiglia delle Amarantacee, nonché da specie del genere Artemisia. Gli animali sono attivi di notte e cominciano a muoversi generalmente da un'ora e mezza a due ore dopo il tramonto, facendo ritorno alle loro tane sotterranee prima del sorgere del sole. Le tane misurano da 90 a 200 cm di lunghezza, con una profondità compresa tra 20 e 80 cm, e terminano in una camera del diametro di 12-14 cm. Occasionalmente, vengono scavati uno o due tunnel supplementari come uscite di emergenza.
La dieta del gerboa anatolico è costituita principalmente da insetti e semi, mentre le parti verdi delle piante rappresentano una componente minore. In autunno i semi costituiscono la base dell'alimentazione, mentre in primavera ed estate prevalgono insetti e vegetali erbacei. La riproduzione avviene tra fine maggio e giugno, e nuovamente in agosto e ottobre. Dopo un periodo di gestazione di 25-30 giorni nascono da 2 a 8 piccoli. In cattività, gli individui – sia dello stesso sesso che di sesso opposto – mostrano un comportamento aggressivo se posti nello stesso spazio. I conflitti possono protrarsi intensamente fino a due ore, ma in seguito gli animali tendono a calmarsi. Tali scontri possono provocare gravi ferite o anche la morte.

## Tassonomia
Il gerboa anatolico fu descritto per la prima volta scientificamente nel 1897 dallo zoologo britannico Oldfield Thomas con la denominazione Allactaga williamsi. In seguito la specie fu inizialmente attribuita al genere Allactaga, poi al genere Proalactaga, che è stato successivamente riconosciuto come sinonimo junior di Scarturus. Per un certo periodo Scarturus williamsi fu considerato sinonimo di Scarturus euphraticus. Attualmente, Scarturus williamsi è riconosciuto come specie sorella di Scarturus aulacotis. Non sono note sottospecie. Una popolazione di gerboa descritta nel 2016 come Scarturus cf. williamsi nella catena montuosa del Kopet-Dag nel nord-est dell'Iran rappresenta probabilmente una specie distinta (la cui descrizione formale è ancora in attesa di pubblicazione), oppure risulta strettamente affine a Scarturus caprimulga.

## Conservazione
La IUCN classifica la popolazione del gerboa anatolico come «a rischio minimo» (Least Concern) ein.